# Mgrdicz (ormiański patriarcha Jerozolimy)
Mgrdicz (ur. ?, zm. ?) – w latach 708–730 4. ormiański Patriarcha Jerozolimy.